# Brodie Summers
Brodie Summers (Perth, 18 ottobre 1993) è uno sciatore freestyle australiano, specialista nelle gobbe.

## Biografia
In Coppa del Mondo ha esordito il 29 gennaio 2011 a Calgary (32ª).
Nel 2014 ha debuttato ai giochi olimpici a Sochi, in Russia, terminando in tredicesima posizione.
Nel 2018 ha preso parte ai XXIII Giochi olimpici invernali a Pyeongchang non portando a termine la gara.

## Palmarès

### Coppa del Mondo
- Miglior piazzamento in classifica generale: 47ª nel 2017.
- 3 podi:
  - 2 secondi posti
  - 1 terzo posto